# 國際時報
《國際時報》是马来西亚砂拉越的地方性中文报章，也是当地第一份网上中文报章。为当地黄文彬报业机构旗下报章。此报章与“砂拉越晚报”为姐妹报。创办人为丹斯里拿督阿瑪黃文彬，现任董事经理兼总编辑为拿督黄国辉。

## 歷史

### 創刊初期
《國際時報》前身，即《砂拉越快報》於1960年代初由顏自發、黃開淵和蔡堅強三人聯合創辦，但因為管理不善，虧損連年，在1963年由古晉華商拿督阿瑪黃佛德和丹斯里拿督阿瑪黃文彬聯合接手，股東蔡堅強繼續擔任經理，主編為林日晃，編輯部就設在艾貝爾路的一棟店屋二樓，當時的報費每個月才區區的三塊四毛錢。
1968年，馬來西亞經歷了新加坡獨立、馬星汶貨幣分家、印尼結束對抗等重大事件後，局勢開始穩定下來，強調社會建設和經濟發展的第一個馬來西亞五年計劃得以開始推行。當時的社會，需要更多、更好的傳媒。
而《砂拉越快報》發行至1968年時，拿督阿瑪黃佛德退股求去，丹斯里拿督阿瑪黃文彬全面承頂下所有的股項。再通過前者所留下的一些器材，諸如印刷機、鉛字粒和一些辦公室桌椅等等的基礎上，進而再完善各部門的設備，如從香港輸入各號字粒，擴充排字房儲字量等之後，於同年的10月1日，把《砂拉越快報》易名為《國際時報》，正式創辦了砂拉越州第一份紅黑兩色套印的中文報章。
1968年至1969年，即《國際時報》創刊初期，廠址設在古晉浮羅岸區火柴巷。
1970年搬遷至艾貝爾路。就在這一年，被令停刊一個月。
1971年成立婆羅洲出版有限公司。
1973年8月15日，《國際時報》再被令停刊，至1974年8月10日才復刊。

### 蓬勃發展
1974年12月8日，《國際時報星期刊》改為《國際周刊》及開始採用花紋打字機。
1975年10月1日《國際晚報》出版。
1981年開始使用捲筒印報機，並將《國際晚報》改為周刊。
1987年9月1日婆羅洲出版有限公司改組，由現任黃文彬集團總裁拿督黃國忠主管，並搬遷至敦阿都拉欣路，在各地設立辦事處。
1988年，引進具電腦功能中英文字處理機。
1989年9月1日，婆羅洲出版有限公司易名“國際時報有限公司”。
1993年10月1日，國際時報（美里）有限公司成立。
1996年6月，遷入朋嶺工業區自置廠址。
1997年1月10日，國際時報有限公司設立汶萊分社。
1997年5月1日開始設立《國際時報》網站。

## 外部連結
- 《國際時報》網站（页面存档备份，存于）